# Autoroute A9 (Croatie)
Pour les articles homonymes, voir Autoroute A9.
L'autoroute A9 (en croate : Autocesta A9) est une autoroute de Croatie longue de 78,3 kilomètres. Elle relie la frontière avec la Slovénie à Plovanija, à Pula, la plus grande ville du comitat d'Istrie. L'A9 est un tronçon de la route européenne 751. L'A9 passe près de Umag, de Poreč et de Rovinj.